# Castell d'Agres
El castell d'Agres és un castell en la població valenciana d'Agres (el Comtat). Està situat en un esperó a 800 m a la part alta del nucli urbà del poble d'Agres, junt al convent i monestir d'Agres, al qual queda adossat.

## Història
D'aquest castell apareixen diferents referències històriques. L'11 de març de 1255 el rei concedeix aquest i altres castells de la zona com el d'Alfafara són donats a Ximèn Peres d'Orís. I a partir de llavors, el castell va canviant de propietari contínuament fins que en la segona meitat del segle xv passà a mans de Joan Roís de Corella, comte de Cocentaina.
Al castell també s'han trobat algunes restes d'època musulmana.

## Estat actual
El castell, actualment en runa, consta d'un espai emmurallat de 2500 m.² amb forts desnivells interns. L'alçada del mur varia entre 0,94 i 0,45 m, bastit amb tapial de maçoneria. També hi han dues torres, una de planta quadrada i altra rectangular, amb una alçada variable entre els 0,85 i 0,94 m. La zona inferior del castell quedà completament transformada després de la construcció del convent en 1578.